# Georges Foucart
Georges Foucart [žorž fukár] (11. prosince 1865, Paříž – 1943, Luxor) byl francouzský egyptolog a historik. Byl synem archeologa Paula Foucarta. Mezi lety 1898 a 1906 byl profesorem na univerzitě v Bordeaux, poté působil jako profesor dějin náboženství na univerzitě Aix-Marseille. V letech 1915 až 1928 byl ředitelem Francouzského institutu orientální archeologie (Institut Français d'Archéologie Orientale) v Káhiře. Organizoval vykopávky v oblasti Théb, o nichž pak publikoval důkladné zprávy.
Po svém emeritování žil v Luxoru.